# Bonnard (Yonne)
Pour les articles homonymes, voir Bonnard.
Bonnard est une commune française située dans le département de l'Yonne, en région Bourgogne-Franche-Comté.
La commune de situe au confluent de la rivière du Serein et de l'Yonne.

## Géographie
- La rivière Serein se jette dans l'Yonne sur le territoire de la commune.

### Climat
Pour des articles plus généraux, voir Climat de la Bourgogne-Franche-Comté et Climat de l'Yonne.
En 2010, le climat de la commune est de type climat océanique dégradé des plaines du Centre et du Nord, selon une étude du Centre national de la recherche scientifique s'appuyant sur une série de données couvrant la période 1971-2000. En 2020, Météo-France publie une typologie des climats de la France métropolitaine dans laquelle la commune est exposée à un climat océanique altéré et est dans la région climatique  Lorraine, plateau de Langres, Morvan, caractérisée par un hiver rude (1,5 °C), des vents modérés et des brouillards fréquents en automne et hiver. 
Pour la période 1971-2000, la température annuelle moyenne est de 11,1 °C, avec une amplitude thermique annuelle de 15,6 °C. Le cumul annuel moyen de précipitations est de 684 mm, avec 11,1 jours de précipitations en janvier et 7,5 jours en juillet. Pour la période 1991-2020, la température moyenne annuelle observée sur la station météorologique de Météo-France la plus proche, « Aillant », sur la commune de Montholon à 14 km à vol d'oiseau, est de 11,5 °C et le cumul annuel moyen de précipitations est de 727,4 mm. 
La température maximale relevée sur cette station est de 42,7 °C, atteinte le 24 juillet 2019 ; la température minimale est de −23,5 °C, atteinte le 25 février 1986,,. 
Les paramètres climatiques de la commune ont été estimés pour le milieu du siècle (2041-2070) selon différents scénarios d'émission de gaz à effet de serre à partir des nouvelles projections climatiques de référence DRIAS-2020. Ils sont consultables sur un site dédié publié par Météo-France en novembre 2022.

## Urbanisme

### Typologie
Au 1er janvier 2024, Bonnard est catégorisée bourg rural, selon la nouvelle grille communale de densité à sept niveaux définie par l'Insee en 2022.
Elle est située hors unité urbaine. Par ailleurs la commune fait partie de l'aire d'attraction d'Auxerre, dont elle est une commune de la couronne,. Cette aire, qui regroupe 104 communes, est catégorisée dans les aires de 50 000 à moins de 200 000 habitants,.

### Occupation des sols
L'occupation des sols de la commune, telle qu'elle ressort de la base de données européenne d’occupation biophysique des sols Corine Land Cover (CLC), est marquée par l'importance des territoires agricoles (60,5 % en 2018), une proportion sensiblement équivalente à celle de 1990 (60,9 %). La répartition détaillée en 2018 est la suivante : 
terres arables (47,5 %), forêts (23,2 %), zones agricoles hétérogènes (13 %), zones urbanisées (12,5 %), zones industrielles ou commerciales et réseaux de communication (3,9 %). L'évolution de l’occupation des sols de la commune et de ses infrastructures peut être observée sur les différentes représentations cartographiques du territoire : la carte de Cassini (XVIIIe siècle), la carte d'état-major (1820-1866) et les cartes ou photos aériennes de l'IGN pour la période actuelle (1950 à aujourd'hui).

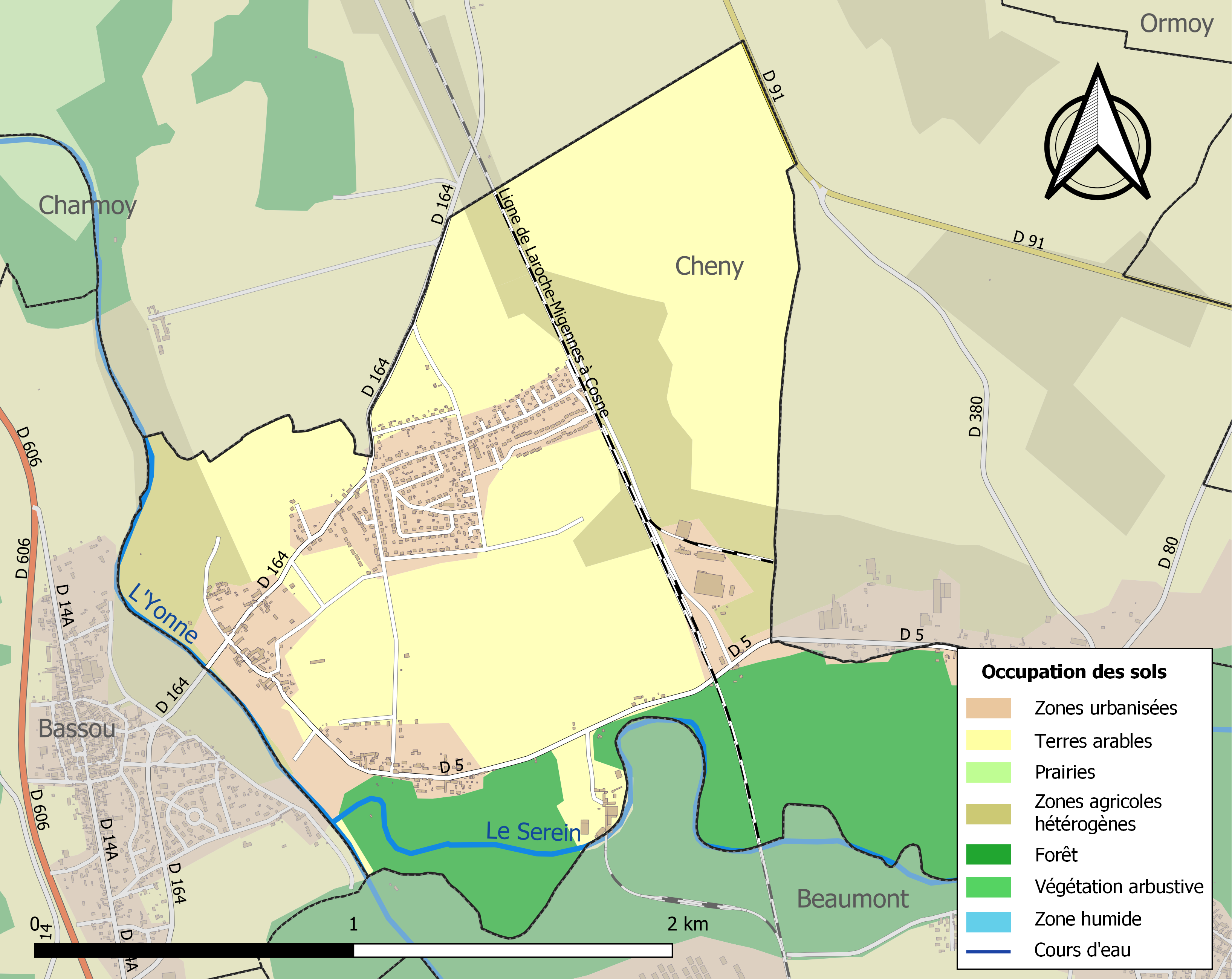
Carte des infrastructures et de l'occupation des sols de la commune en 2018 (CLC).

## Politique et administration
| Période | Période  | Identité                  | Étiquette | Qualité                                                                                               |
| ------- | -------- | ------------------------- | --------- | --- |
| ?       | 1941     | Gaston Dey (1869-1942)    |           | Tonnelier, marchand de vin Révoqué par le Gouvernement de Vichy                                       |
| 1947    | 1983     | Marcel Pillin (1913-1992) | PCF       | Instituteur Conseiller général du Canton de Joigny (1964-1970) puis du Canton de Migennes (1973-1976) |
| 1989    | 1998     | Jean Beschon (1928-2009 ) | P.S.      | Préalablement 1er Adjoint de 1971 à 1989-cadre retraité secteur privé                                 |
| 1998    | 2014     | Georges Antoon            | SE-DVD    | |
| 2014    | En cours | Jean-Luc Warie            | SE        | Retraité                                                                                              |

## Démographie
L'évolution du nombre d'habitants est connue à travers les recensements de la population effectués dans la commune depuis 1793. Pour les communes de moins de 10 000 habitants, une enquête de recensement portant sur toute la population est réalisée tous les cinq ans, les populations de référence des années intermédiaires étant quant à elles estimées par interpolation ou extrapolation. Pour la commune, le premier recensement exhaustif entrant dans le cadre du nouveau dispositif a été réalisé en 2006.

En 2022, la commune comptait 907 habitants, en évolution de +1,8 % par rapport à 2016 (Yonne : −1,95 %, France hors Mayotte : +2,11 %).
| 1793 | 1800 | 1806 | 1821 | 1831 | 1836 | 1841 | 1846 | 1851 |
| ---- | ---- | ---- | ---- | ---- | ---- | ---- | ---- | ---- |
| 116  | 122  | 119  | 130  | 174  | 152  | 158  | 169  | 183  |

| 1856 | 1861 | 1866 | 1872 | 1876 | 1881 | 1886 | 1891 | 1896 |
| ---- | ---- | ---- | ---- | ---- | ---- | ---- | ---- | ---- |
| 180  | 186  | 210  | 208  | 220  | 232  | 235  | 194  | 197  |

| 1901 | 1906 | 1911 | 1921 | 1926 | 1931 | 1936 | 1946 | 1954 |
| ---- | ---- | ---- | ---- | ---- | ---- | ---- | ---- | ---- |
| 188  | 218  | 221  | 198  | 241  | 238  | 235  | 223  | 230  |

| 1962 | 1968 | 1975 | 1982 | 1990 | 1999 | 2006 | 2011 | 2016 |
| ---- | ---- | ---- | ---- | ---- | ---- | ---- | ---- | ---- |
| 205  | 378  | 692  | 837  | 742  | 779  | 810  | 934  | 891  |

| 2021 | 2022 | - | - | - | - | - | - | - |
| ---- | ---- | - | - | - | - | - | - | - |
| 890  | 907  | - | - | - | - | - | - | - |

## Culture locale et patrimoine

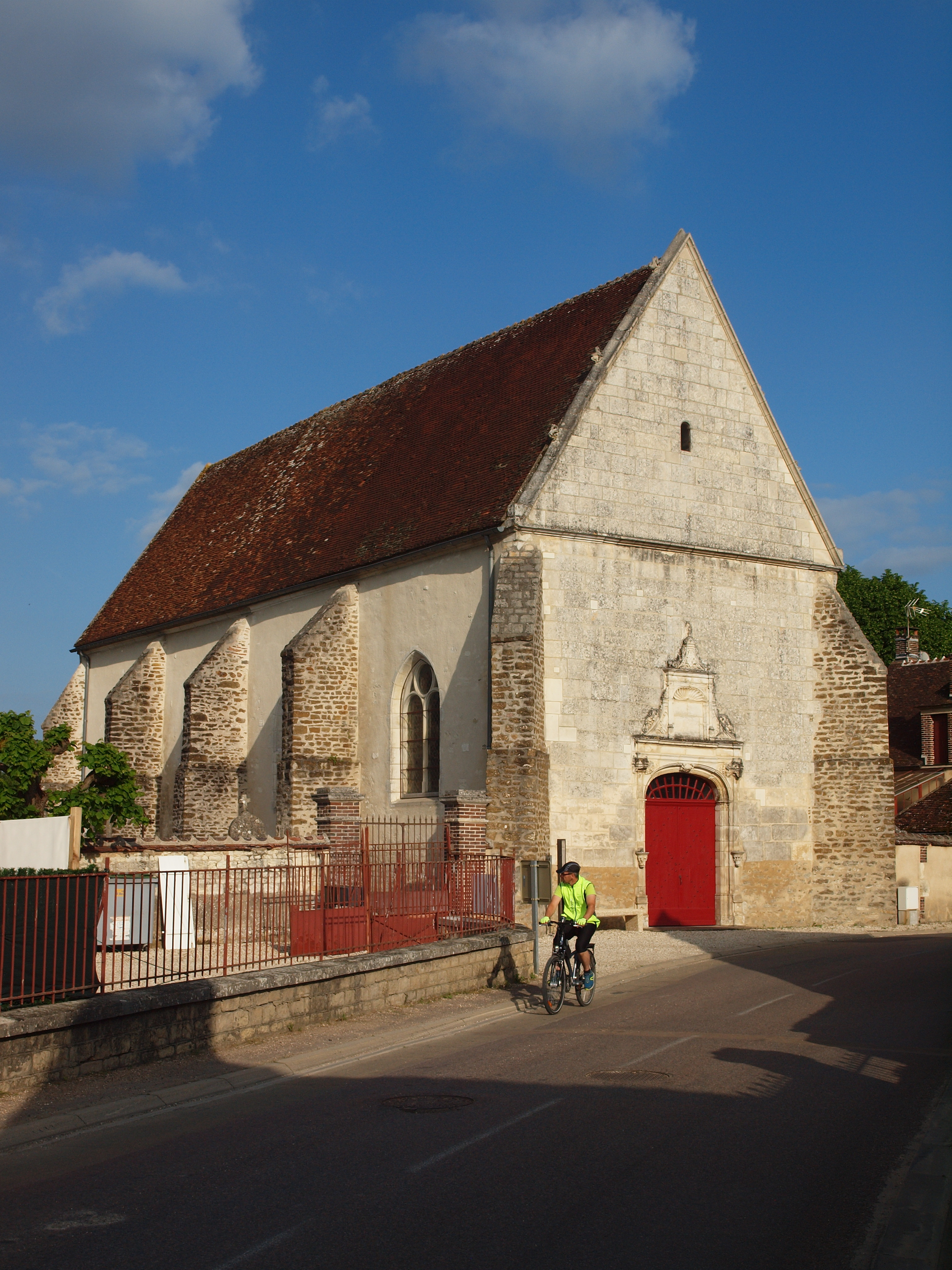

### Lieux et monuments
- Église Saint Martin de Bonnard : dédiée à Saint Martin, un soldat romain devenu par la suite évêque de Tours. Pour échapper aux pillages normands à la fin du IXe siècle, la châsse contenant les restes du saint fut transportée de Tours à Chablis d'où l'appellation de nombreuses églises de l'Yonne en Saint Martin. L'église date du XVIe siècle et porte les marques d'un style ogival. Le portail est daté du XVIIe siècle. Des travaux courant de 1998 à 2000 ont permis la restauration de plusieurs peintures du XVIe siècle.

## Pour approfondir